# Кір II Великий
Кір II Великий (староперс. Kūruš, перс. کوروش بزرگ, — Kūrošé Bozorg, івр. כורש, дав.-гр. Κύρος; близько 590 — грудень 530 до н. е.) — перський цар, засновник Імперії Ахеменідів, один з найвизначніших правителів в історії Стародавнього Сходу.
Успадкувавши від свого батька Камбіса владу над Персидою, Кір повстав проти мідійського царя (і свого діда по материнській лінії) Астіага (правив близько 584 до н. е. — близько 550 до н. е.) і перебрав на себе владу над його державою, яка тепер отримала назву Персії. Згодом він завоював Лідію, Іонію та Вавилонію (539 до н. е.), за цим здобув Сирію, Палестину та землі в Середній Азії. Кір Великий відзначався своєю гуманною та толерантною політикою щодо завойованих народів, дозволив давнім юдеям повернутися з полону до Єрусалиму в 537 до н. е.

## Родовід
|  |                               |  |  |  |  |  |  |  |  |  |  |  |  |  |  |  |
|  | Теісп                         |  |  |  |  |  |  |  |  |  |  |  |  |  |  |  |
|  |                               |  |  |  |  |  |  |  |  |  |  |  |  |  |  |  |
|  |                               |  |  |  |  |  |  |  |  |  |  |  |  |  |  |  |
|  | Кір I Аншанський              |  |  |  |  |  |  |  |  |  |  |  |  |  |  |  |
|  |                               |  |  |  |  |  |  |  |  |  |  |  |  |  |  |  |
|  |                               |  |  |  |  |  |  |  |  |  |  |  |  |  |  |  |
|  | Дружина Теіспа                |  |  |  |  |  |  |  |  |  |  |  |  |  |  |  |
|  |                               |  |  |  |  |  |  |  |  |  |  |  |  |  |  |  |
|  |                               |  |  |  |  |  |  |  |  |  |  |  |  |  |  |  |
|  | Камбіс І                      |  |  |  |  |  |  |  |  |  |  |  |  |  |  |  |
|  |                               |  |  |  |  |  |  |  |  |  |  |  |  |  |  |  |
|  |                               |  |  |  |  |  |  |  |  |  |  |  |  |  |  |  |
|  | невідомо                      |  |  |  |  |  |  |  |  |  |  |  |  |  |  |  |
|  |                               |  |  |  |  |  |  |  |  |  |  |  |  |  |  |  |
|  |                               |  |  |  |  |  |  |  |  |  |  |  |  |  |  |  |
|  | мати Камбіса І                |  |  |  |  |  |  |  |  |  |  |  |  |  |  |  |
|  |                               |  |  |  |  |  |  |  |  |  |  |  |  |  |  |  |
|  |                               |  |  |  |  |  |  |  |  |  |  |  |  |  |  |  |
|  | невідомо                      |  |  |  |  |  |  |  |  |  |  |  |  |  |  |  |
|  |                               |  |  |  |  |  |  |  |  |  |  |  |  |  |  |  |
|  |                               |  |  |  |  |  |  |  |  |  |  |  |  |  |  |  |
|  | Кір II Великий                |  |  |  |  |  |  |  |  |  |  |  |  |  |  |  |
|  |                               |  |  |  |  |  |  |  |  |  |  |  |  |  |  |  |
|  |                               |  |  |  |  |  |  |  |  |  |  |  |  |  |  |  |
|  | Кіаксар                       |  |  |  |  |  |  |  |  |  |  |  |  |  |  |  |
|  |                               |  |  |  |  |  |  |  |  |  |  |  |  |  |  |  |
|  |                               |  |  |  |  |  |  |  |  |  |  |  |  |  |  |  |
|  | Астіаг                        |  |  |  |  |  |  |  |  |  |  |  |  |  |  |  |
|  |                               |  |  |  |  |  |  |  |  |  |  |  |  |  |  |  |
|  |                               |  |  |  |  |  |  |  |  |  |  |  |  |  |  |  |
|  | донька або онука Набопаласара |  |  |  |  |  |  |  |  |  |  |  |  |  |  |  |
|  |                               |  |  |  |  |  |  |  |  |  |  |  |  |  |  |  |
|  |                               |  |  |  |  |  |  |  |  |  |  |  |  |  |  |  |
|  | Мандана Мідійська             |  |  |  |  |  |  |  |  |  |  |  |  |  |  |  |
|  |                               |  |  |  |  |  |  |  |  |  |  |  |  |  |  |  |
|  |                               |  |  |  |  |  |  |  |  |  |  |  |  |  |  |  |
|  | Аліатт II                     |  |  |  |  |  |  |  |  |  |  |  |  |  |  |  |
|  |                               |  |  |  |  |  |  |  |  |  |  |  |  |  |  |  |
|  |                               |  |  |  |  |  |  |  |  |  |  |  |  |  |  |  |
|  | Аріеніс Лідійська             |  |  |  |  |  |  |  |  |  |  |  |  |  |  |  |
|  |                               |  |  |  |  |  |  |  |  |  |  |  |  |  |  |  |
|  |                               |  |  |  |  |  |  |  |  |  |  |  |  |  |  |  |
|  | сестра Креза                  |  |  |  |  |  |  |  |  |  |  |  |  |  |  |  |
|  |                               |  |  |  |  |  |  |  |  |  |  |  |  |  |  |  |
|  |                               |  |  |  |  |  |  |  |  |  |  |  |  |  |  |  |

## Походження Кіра

### Пращури Кіра
Кір був сином Камбіса I з династії Ахеменідів, заснованої легендарним Ахеменом, провідного клану у перському племені пасаргадів. Ще Набонід титулував Кіра царем Аншана — однієї з областей на південному сході Еламу. Так само його титулували і вавилонські жерці, що складали, так звану, хроніку Набоніда і Кіра. У своєму зверненні до вавилонян сам Кір називав «царями Аншана» своїх предків:
| «Я - Кір... син Камбіса I, великого царя, царя міста Аншана, онук Кіра, великого царя, царя міста Аншана, нащадок Теіспа, великого царя, царя міста Аншана. |
Це проголошення Кіра царем еламської області Аншан, згадуваної у вавилонських текстах з найдавніших часів, дає привід вважати Кіра еламітом. Сучасні Кіру пам'ятки мистецтва вказують на вплив у сиву пору на Перське царство еламської державності і мистецтва. Однак доведено, що Кір був арієм.
Зв'язок його з Аншаном не зовсім зрозумілий. Єдине можливе пояснення полягає в тому, що Кір з'явився зі сходу, з держави, що замінила Елам, тому в офіційному урочистому напису він іменується царем Аншана. Сам він ухопився за цей освячений старовиною титул, який надавав йому в очах вавилонян більшої пошани, а крім того ніс у собі програму наступу на захід, адже колись царі Еламу володіли Вавилоном. Носячи титул царя Аншана, владика новоявленої монархії ставав спадкоємцем стародавніх еламська царів з усіма традиціями та іншими вигідними наслідками цієї спадщини.
Проте важко довести уживаність поняття Аншан саме в загальному розумінні, як і взагалі точно локалізувати його, особливо зважаючи на те, що в хроніці Набонід Кір, після підкорення Мідії, титулується вже царем Персії. Ця обставина дає привід прямо ототожнювати Аншан з Персією, вважаючи ці терміни рівновживаними, або навпаки вказує на їхнє розходження, вважаючи згадку в титулатурі перських царів Аншана відображенням давнішої стадії їх могутності, а титул царя Персії — наступним ступенем. Позаяк точно відомо, що пасаргадські царі Аншана були васалами Мідійської імперії до часу повстання Кіра.

## Ранні роки

Лідія, Єгипет, Мідія та Нововавилонське царство до часу створення Імперії Ахеменідів

Достеменно рік народження Кіра невідомий, вважається що він з'явився на світ на відрізку часу від 600 до 590 року до н. е., найімовірніше в 593 році до н. е. Про його дитинство і юність відомо тільки з легенд, які часто суперечать одна одній. Грецький історик Ксенофонт також пише про те, що вже у V столітті до н. е. про життя Кіра Великого розповідали по-різному.
Згідно з Геродотом, матір'ю Кіра була дочка мідійського царя Астіага (Іштувегу) Мандана. Їй провіщали, що вона народить сина, який стане владикою світу. Побоюючись, що онук стане царем замість нього, мідійський цар Астіаг викликав до себе з Персії вагітну Мандану і через деякий час, коли у неї народився син, вирішив погубити його. Це завдання він поклав на свого сановника Гарпага. У свою чергу, Гарпаг передав дитину пастухові, одному з рабів Астіага, і звелів залишити його в горах, де було повно диких звірів. Проте коли пастух приніс немовля в свою хатину, він дізнався, що його дружина щойно народила мертву дитину. Батьки вирішили виховати царського сина, як свого власного, а мертву дитину залишили в горах, одягнувши його в розкішний одяг онука Астіага. Після цього пастух доповів Гарпагу, що він виконав наказ. Гарпаг, пославши вірних людей оглянути труп немовляти і поховати його, переконався, що це дійсно так.
Таким чином, дитинство Кіра пройшло серед царських рабів. Коли хлопчикові виповнилося десять років, одного разу під час гри з дітьми він був обраний царем. Проте син знатного мідійця відмовився коритися йому, і Кір покарав його побоями. Батько хлопчика поскаржився Астіагу, що його раб б'є дітей царських сановників. Кіра відіслали для покарання до Астіагу, в якого одразу виникли підозри, що перед ним його онук, оскільки він помітив в ньому риси родинної схожості. Дійсно, допитавши під загрозою тортур пастуха, Астіаг довідався правду. Тоді він жорстоко покарав Гарпага: запросив його на обід і таємно пригостив м'ясом власного сина, однолітка Кіра. Потім Астіаг знову звернувся до магів з питанням, чи загрожує йому ще небезпека з боку онука. Ті відповіли, що пророкування вже збулося, оскільки Кір був обраний царем під час гри з дітьми, і тому більше боятися його не треба. Тоді Астіаг заспокоївся і відіслав онука в Персію до його батьків.
Проте сам Геродот не видавав свою версію за єдину — він говорив, що існує ще чотири інших. Його версія крім того не й первісною, в своїх оповіді Геродот допустив раціоналізм. Наприклад, у нього собака, яка вигодувала за словами Юстина і в аналогічних оповіданнях, Кіра, коли він був залишений на поталу диким звірам, перетворилася на дружину пастуха, яку грецькою звали Кіно, а мідійською — Спако, що з обох мов перекладається як Собака.
Ще одна версія, записана Ктесієм вельми цікава. Вона дійшла до нашого часу через Миколу Дамаського і, виявляючи безперечні ознаки первісності, є однією з найцінніших сторінок у Ктесія. Вона свідчить, що Кір був сином убогого мардіанского розбійника Атрадата (марди були кочовим перським плем'ям), який згодом вивищився, вступивши на службу до Астіага. Пророкування про майбутню велич вавилонськиї магів, спонукало Кіра до втечі в Персію і до влаштування заколоту.

## Повстання проти Мідії

### Кір стає вождем перських племен

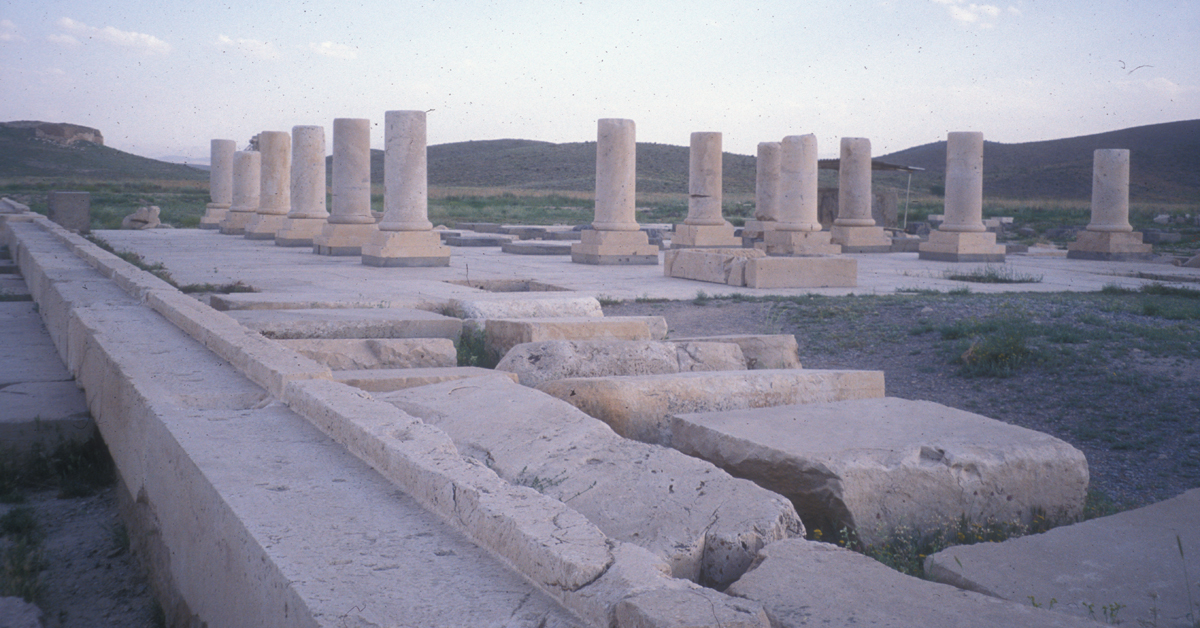
Палац Кіра, Пасаргади

Геродот стверджував, що правління Кіра тривало 29 років, в 559 році до н. е.. Кір став вождем перських осілих племен, серед яких чільну роль грали пасаргади. Крім них у союз входили також маратхі та маспії. Всі вони перебували в залежності від мідійського царя. Центр тодішньої Перської держави розташовувався навколо міста Пасаргади, інтенсивне будівництво якого відноситься якраз до початкового періоду правління Кіра і яке стало першою столицею Перської держави. Племена, що жили в містах і степах Персії: киртії, марди, сагартії та деякі інші кочові племена, а також осілі племена карманії, панфіалеї та деруші підкорені Кіром пізніше, мабуть, вже після війни з Мідією.

### Початок повстання проти Мідії
553 року до н. е., згідно з написом Набоніда (3-ій рік правління Набоніда), Кір виступив проти мідійського царя Астіага. Геродот та Ктесій називають війну персів з мідянамм повстанням, успіх якого (особливо за Геродотом) значною мірою був обумовлений існуванням у Мідії партії, незадоволеною Астіагом, і зрадою. За Геродотом, причиною війни між двома цими царствами стала змова знатного мідійця Гарпага, якому, Астіаг завдав жорстої образи. Він зумів привернути на свій бік багатьох знатних мідійців, незадоволених суворим правлінням Астіага, а потім підмовив Кіра підняти повстання. Падіння Мідії, крім невдоволення й зради, було полегшено і династичною кризою: за обома доступними нам джерелами, Астіаг не мав спадкоємця-сина. Ктесій називає спадкоємцем його зятя Спітаму, на якого спиралася незадоволена партія і проти якого й діяли мідійські прихильники Кіра. Мідія впала не без боротьби; Ктесій навіть говорить про наступ та перемогу Астіага. Геродот визнає його хоробрість, яка дійшла до озброєння людей похилого віку.

### Перемога повсталих
Грецькі і вавилонські джерела сходяться на тому, що повстання Кіра проти Мідії тривало три роки. Хроніка Набоніда під 6-м роком (550 рік до н. е.) повідомляє:
| Він (Астіаг) зібрав своє військо і пішов проти Кіра, царя Аншана, щоб перемогти його. Але проти Іштувегу (Астіага) збунтувалося його військо і, узявши його в полон, видало Кіру. Кір пішов в Екбатану, його столицю. Срібло, золота, скарби всякого роду країни Екбатани вони розграбували, і він забрав це в Аншан»... |
Таким чином, війна Астіага з Кіром тривала три роки і закінчилася на користь персів тільки завдяки зраді, причому Астіаг перебував у наступі. Де вибухнула остання битва, і чи правий Ктесій, що розташовує її в самих Пасаргадах, достеменно невідомо. Ктесій посилається при цьому на перський переказ, за яким встановлювався звичай, щоб кожен цар при кожному відвідуванні Пасаргад давав всім жінкам міста по золотій монеті у вічній вдячність за те, що завдяки їх втручанню була здобута перемога, яка вирішила результат кампанії і долю Персії, оскільки перси, присоромлені своїми дружинами і матерями, боролися рішучіше. Такий звичай дійсно існував, за переказами, навіть Александр Македонський йому слідував. Проте такий звичай міг мати й інше походження: у багатьох народів звичаям, походження яких забувалось, придумувалося пояснення, пов'язане з відомими історичними або міфологічними персонажами.

### Кір— цар Мідії
Кір захопив мідійську столицю Екбатану і оголосив себе царем як Персії, так і Мідії, прийнявши при цьому офіційний титул мідійських царів. Із захопленим у полон Астіагом Кір обійшовся милостиво і навіть, якщо вірити Ктесію, призначив його намісником Парканії (можливо, Гірканії) і одружився з його донькою (тут вже Кір, виходить, був не сином дочки Астіага, а її чоловіком). З близьких Астіагу осіб, за словами того ж Ктесія, постраждав тільки Спітама як законний спадкоємець і небезпечний конкурент Кіра, в усьому ж іншому переворот був лише зміною династії. Мідія та мідяни і за Ахеменідів не були принижені і вважалися рівноправними з персами. Екбатана продовжувала зберігати значення столиці, розділивши цю роль з Персеполем, Пасаргадами та Сузами. В Ектабані цар проводив літній сезон.
Все це зумовило в очах навколишніх народів погляд на Персію, як на продовження Мідії. Одночасно законність правління Кіра в Мідії підтверджувалася його кровними зв'язками з Астіагом, про які, крім Геродота, згадують й інші античні історики (Юстин, Еліан). У мідян перси запозичили систему державного управління, яка багато в чому сходила традиціями до ассирійської. Підкоривши Мідію, Кір впродовж наступних двох років (550 — 548 року до н. е.) захопив країни, що входили раніше до складу колишньої Мідійської держави: Парфію і, ймовірно, Вірменію. Гірканія підкорилася персам добровільно. У ті самі роки перси захопили всю територію Елама.

## Завоювання Кіра II в Малій Азії

### Завоювання Лідії

Лідія до часу завоювання її Кіром

547 року до н. е. на бік Кіра добровільно перейшла Кілікія і надала йому військову допомогу. За це Кір ніколи не посилав до неї сатрапів, а залишив у влади місцевих правителів, які повинні були сплачувати йому данину і в разі необхідності виставляти військо.
Таким чином, Кір впритул підійшов до кордонів Лідійського царства — однієї з наймогутніших держав Близького Сходу, що також претендувала на гегемонію в Малої Азії. Згідно з Геродотом, ініціатива війни належала Лідійському цареві Крезу. 547 року до н. е. лідійці вторглися у Каппадокію, що знаходилася раніше під владою мідійців, і після перемоги персів над останніми відійшла в зону їхнього впливу. Туди ж попрямував Кір, по дорозі поповнюючи свою армію з представників тих народів, територією яких він проходив. Були відправлені посли в міста Іонії та Еоліди із закликом відійти від Креза і виступити на боці Кіра. Однак малоазійські греки воліли зайняти вичікувальну позицію.
Біля міста Птерія на східній стороні річки Галіс сталася кровопролитна битва, але вона закінчилася безрезультатно, і жодна зі сторін не ризикнула вступити в новий бій. Крез відступив у свою столицю Сарди і вирішив ґрунтовніше підготуватися до війни і спробувати отримати ефективнішу допомогу від своїх союзників: Єгипту, Спарти та Вавилона. Проте Кір, який знав про дії та наміри свого супротивника, вирішив напасти на нього зненацька і стрімко рушив до Сард. Жителі Сард зовсім не очікували такого нападу і дізналися про нього, лише коли перські війська з'явилися біля стін міста. Крез вивів свою армію кіннотників, озброєних списами, на рівнину перед Сардами. Кір за порадою свого полководця, мідійця Гарпага, поставив усіх верблюдів попереду війська, посадивши попередньо на них лучників (військова хитрість, до якої згодом вдавалися і багато інших полководців). Коні в лідійському війську, зачувши незнайомий запах верблюдів і побачивши їх, кинулися тікати. Однак лідійські вершники зіскочили з коней і почали битися пішими, але під натиском війська Кіра змушені були відступити в Сарди і закритися в акрополі. Після 14-денної облоги перси взяли акрополь, вдершись з тіє сторони стіни яка вважалась неприступною і тому залишеної майже без охорони, а Крез був узятий в полон і доставлений Кіру.
За одностайним твердженням грецьких авторів, Кір пощадив Креза, зберігши йому життя. Це цілком правдоподібно, якщо мати на увазі, що Кір ставився милостиво і до інших узятим у полон царів. Згідно з Геродотом, Сарди були взяті персами між жовтнем і груднем 547 року до н. е. Після перемоги над Крезом прибережні міста іонян та еолійців відправили послів в Сарди до Кіра. Вони звеліли оголосити йому, що бажають підкоритися персам на тих самих умовах, на яких раніше підпорядковувались Крезу. Однак Кір нагадав їм, що свого часу він пропонував їм долучитися до нього, але ті відмовилися, і тепер, коли доля Лідії вже вирішена, він сам вважатиме за потрібне вказати їм, на яких умовах вони повинні підкорятися йому. Дізнавшись про це, малоазійські греки почали укріплювати свої міста й вирішили послати вісників до Спарти з проханням про допомогу. Один лише Мілет добровільно підкорився персам, Кір уклав з ним союз на тих самих умовах, що й лідійський цар.

### Завоювання Іонії, Карії і Лікії

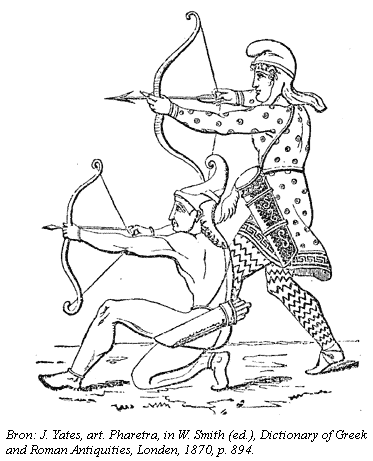
Перські лучники

Скориставшись тим, що Кір відбув на східні кордони своєї держави, лідієць Пактія, якому Кір доручив зберігати скарби Креза, в 546 році до н. е. повстав проти персів. За допомогою золота йому вдалося навербувати найманців і переконати жителів грецьких приморських міст приєднатися до повстання. Після чого він рушив на Сарди і обложив акрополь, де сховався намісник Лідії перс Табала. Проти повсталих виступив полководець Кіра мідієць Мазар. Дізнавшись про наближення перського війська, Пактія втік зі своїми головними прихильниками спочатку у приморське місто Кими, потім у Мітилену на острові Лесбосі, нарешті, на острів Хіос, але був виданий жителями острова персам в обмін на невелику ділянку землі на материку.
Придушивши заколот в Лідії, Мазар почав підкорення грецьких міст Малої Азії, що приєдналися до повстання Пактія. Він підкорив область прієнців і долину річки Меандр, дозволивши війську розграбувати її. Така сама доля спіткала і місто Магнесія. Незабаром після цього Мазар помер, а на його місце був призначений мідієць Гарпаг.
Гарпаг почав зводити високі насипи біля обнесених стінами грецьких міст, а потім штурмом брати їх. Жителі Фокеї, найбільшого після Мілета грецького міста в Малій Азії, не забажали підкоритися персам і на кораблях бігли спочатку на острів Кирні, а потім в Італію в місто Регій, де заснували колонію. Прикладу фокейців послідували і жителі міста Теос, які переселилися в Абдери у Фракії. Решта міст Іонії (крім Мілета, який раніше уклав союз з Кіром) намагалися чинити опір Гарпагу, але зазнали поразки, були підкорені та обкладені даниною. Після підкорення Гарпагом материкових іонян острівні іоняни добровільно підкорилися Кіру. Маючи потребу в греках як впарвних мореплавцях, Кір не погіршив умов, в яких вони перебували під владою Креза.
Підкоривши Іонію, Гарпаг пішов війною на карійців, кавніїв та лікійців, узявши з собою іонян та еолійців. Населення Карії без бою підкорилося персам, як каже Геродот «не покривши себе славою» і «не зробивши ніяких подвигів». Щоправда, жителі Кніда, розташованого на півострові, спробували прокопати вузький (шириною 5 стадій, близько 900 м) перешийок, який відокремлює їх від материка, з метою зробити свою землю островом, але наткнувшись на твердий граніт, припинили роботи і здалися без бою. Лише одне з племен карійців — педасійці деякий час чинили опір. Вони утаборились на горі під назвою Ліда і доставили Гарпагу чимало клопоту, але, урешті-решт, і вони були скорені.
Лише лікійці та кавнії (негрецькі автохтонне населення Малої Азії) надали відчайдушний опір численному перському війську, зустрівши його у відкритому бою. Лікійців відтіснили у місто Ксанф, де вони спалили акрополь, заздалегідь зібравши туди своїх дружин, дітей, рабів, а самі загинули в бою. Таким само завзятим був опір кавніїв. Проте вони не могли зупинити просування великого і добре озброєного перського війська. Тепер вся Мала Азія потрапила під владу персів. За свою відданість Гарпаг отримав Лідію у спадкове правління.

## Підпорядкування Вавилонії

### Взяття Вавилону

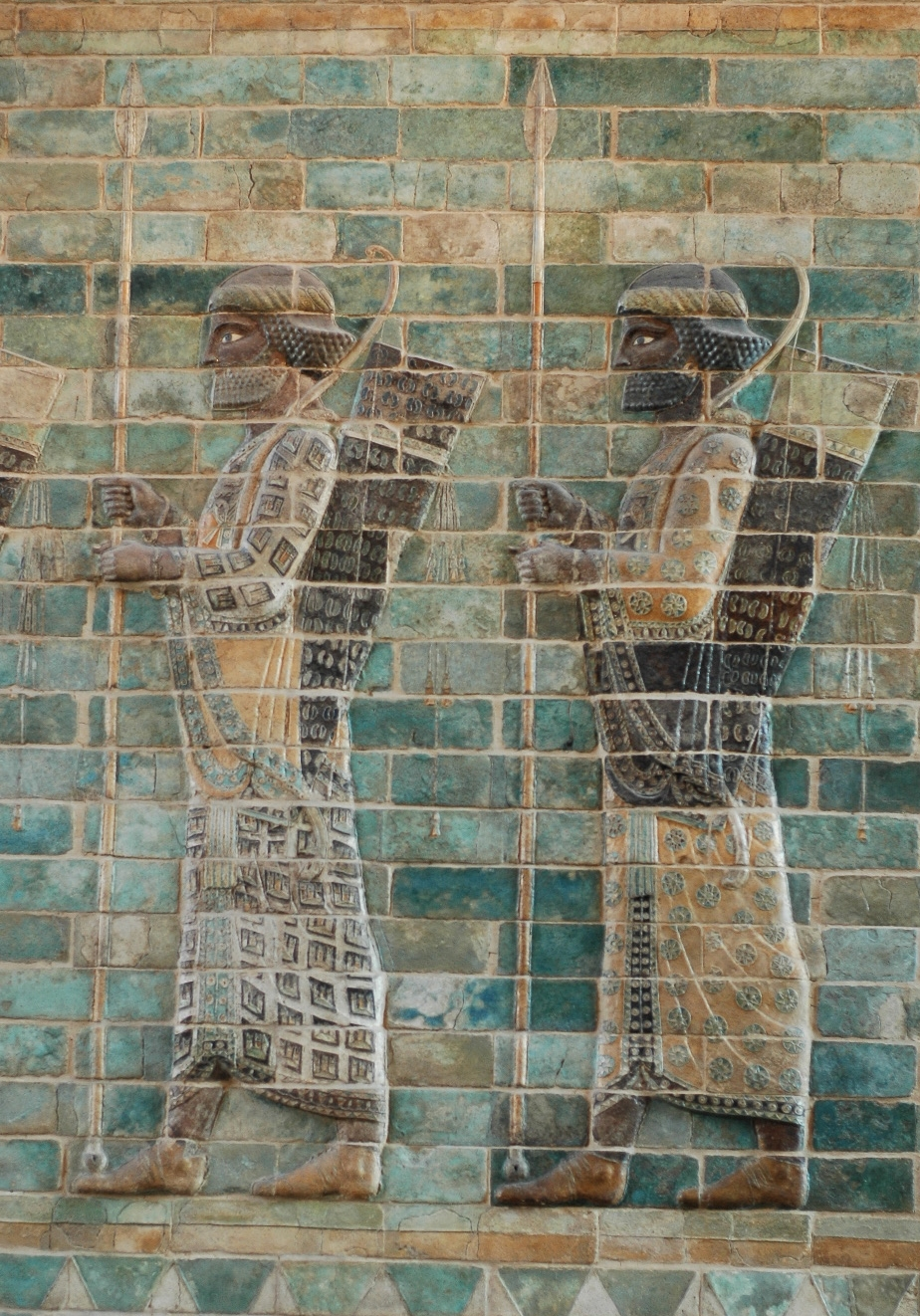
Перські воїни

Навесні 539 року до н. е. перська армія вирушила в похід на Вавилон. У цей критичний момент Угбару, намісник області Гутіум (вавилонська провінція на схід від середньої течії Тигра), зрадив царя Набоніда і перейшов на бік Кіра. За словами Геродота, при переправі через Гінд (сучасна Діяла) один зі священних білих коней потонув у ньому. Кір в гніві наказав покарати річку. Впродовж літа перське військо прорило 360 каналів і відвело воду з річки. Очевидно, Кіра затримали гідравлічні споруди Навуходоносора: їх привели у дію, і вони залили водою весь простір від Описа і Сіппара на південь, відрізавши таким чином Вавилон від ворожої армії. Те, що Геродот представляє як самодурство, було, імовірно, цілком обдуманим заходом — знову спустити воду із затопленої місцевості і зробити її прохідною. Тільки після цього Кір продовжив похід. Вавилонське військо стало табором біля міста Опис, прикриваючи переправи через Тигр. Проте Кір у 20-х числах вересня несподівано обійшов мідійську стіну із заходу. Посланий Кіром корпус Угбару осадив Вавилон, у складі якого перебував сильний гарнізон на чолі з сином Набоніда Валтасаром. Сам Кір вдарив по армії Набоніда, що стояла біля Описа, з тилу. У битві біля Описа, що сталася в самому кінці вересня, вавилонська армія зазнала найжорстокішої поразки і рятувалась втечею. Набонід з небагатьма наближеними хотів відступити до Вавилону, але шлях туди був відрізаний військами Угбару, і Набонід сховався в Борсіппі. 10 жовтня захоплений без бою Сіппар, а 12 жовтня, згідно з вавилонськими джерелами, Угбару вступив до Вавилону. (За Геродотом, Кір звелів відвести річку і вступив у місто через її русло, в той час як жителі справляли свято, але сучасна подіям Вавилонська хроніка нічого про це не говорить, і тому багато істориків вважають повідомлення Геродота недостовірними.) Валтасар намагався чинити опір персам у центрі міста, але був убитий. Угбару, намісник Гутіума, який командував військами перськими, що вступили до Вавилону, негайно вжив заходів для запобігання в місті різанини і грабежів. У хроніці повідомляється:
| «До кінця місяця (ташріту, тобто до 26 жовтня 539 року до н. е.) щити країни Гутіум оточували ворота Есагіли. Нічия зброя не була покладена в Есагілі і святилищах, і ритуал не був порушений ». |
Набонід, дізнавшись про падіння Вавилона і загибель Валтасара, покинув Борсіппу, повернувся до Вавилону і добровільно здався в полон. 29 жовтня 539 року до н. е. до Вавилону вступив і сам Кір, якому була влаштована урочиста зустріч. Хроніка продовжує:
| «Арахсамну 3 (29 жовтня ) Кір вступив до Вавилону. (Вулиці) перед ним були вистелені гілками. Мир у місті був встановлений. Кір оголосив мир, і всьому Вавилону ». |
Полонений Набонід без зайвого шуму був відправлений у почесне заслання — у віддалену Карманію на сході Ірану, де і закінчив свої дні.

### Відношення Кіра до вавилонян та інших підкорених народів

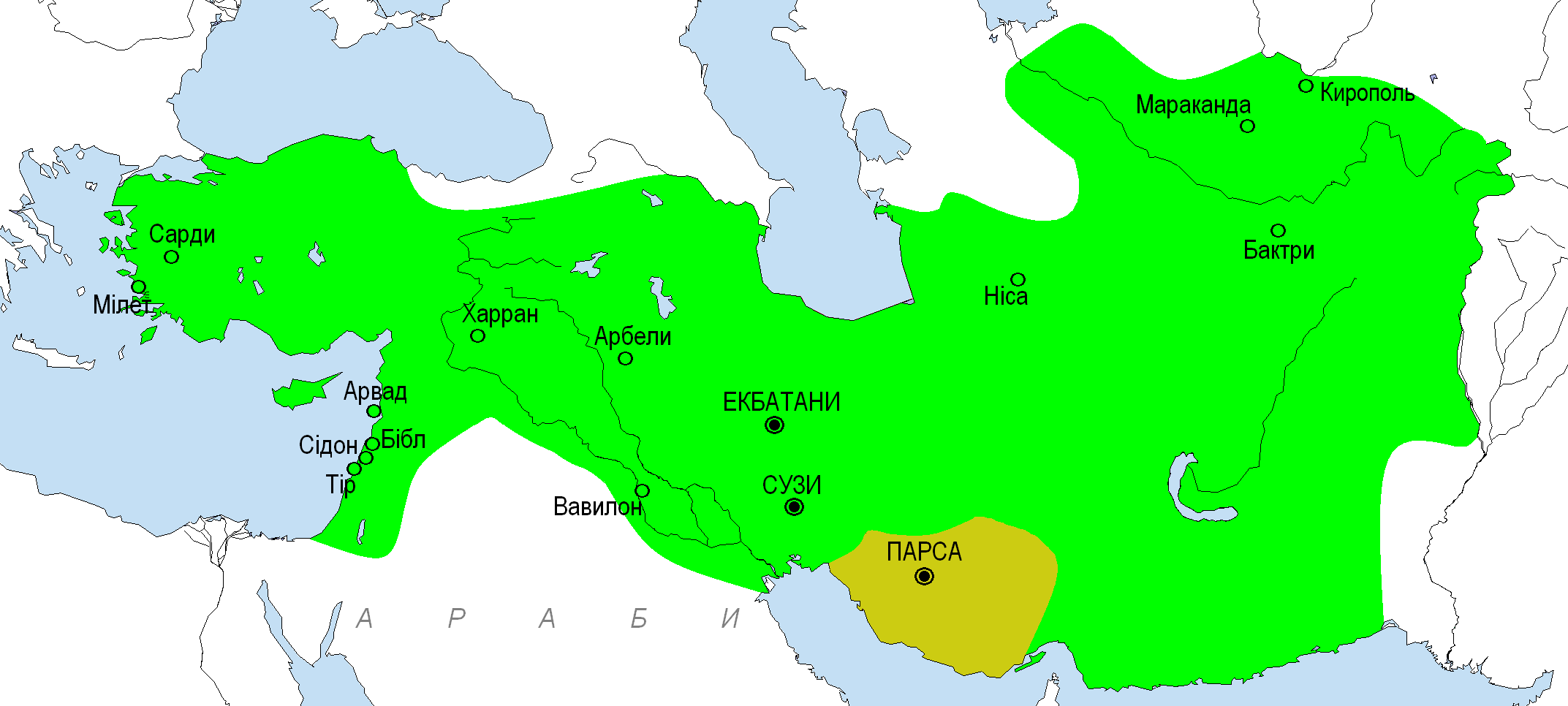
Держава Ахеменідів за часів Кіра Великого

В офіційній вавилонській історіографії справу було зображено так, ніби взагалі ніякої війни з Кіром не було, а якщо й мали місце окремі інциденти, на зразок битви при Описі, то в них винним був лише Набонід, але ніяк не Вавилон. Кір охоче прийняв цю версію вавилонської олігархії, бо вона цілком відповідала його інтересам, і постарався підкріпити її справами. Жителям вавилонських міст були обіцяні мир і недоторканність. Спочатку Кір призначив царем Вавилона свого старшого сина і спадкоємця Камбіса II, але через кілька місяців, мабуть, з політичних мотивів, Кір відсторонив сина і коронувався сам.
Захопивши Месопотамію, Кір формально зберіг Вавилонське царство і нічого не змінив у соціальній структурі країни. Вавилон став однією з царських резиденцій, вавилоняни продовжували займати переважне положення в державному апараті, а жрецтво отримало можливість відродити давні культи, яким Кір всіляко протегував. У написах на цеглі Кір виступає і шанувальником вавилонських богів, і одночасно Есагіли та Езіди. Більше того, влада Кіра у Вавилоні не розглядалася як чужоземне панування, оскільки він отримав царство«з рук бога Мардука», виконавши стародавні священні церемонії. Кір прийняв титул «цар Вавилона, цар країн». Однак фактично Вавилон з самостійного царства перетворилася на сатрапію Держави Ахеменідів і позбувся всякої незалежності у зовнішній політиці, так і всередині країни вища військова та адміністративна влада тепер належала перському наміснику (вавилонською мовою bel-pahati — «областеначальником») Вавилона і Заріччя, тобто всієї Нововавилонської імперії. Цим «областеначальником» Кір призначив Угбару (або Губару), якого греки назвали Гобрієм.
Після захоплення Вавилонії всі західні країни до кордонів Єгипту — Сирія, Палестина та Фінікія — підкорилися персам добровільно. Торгові міста Фінікії так само, як вавилонські і малоазійські купці, були зацікавлені у створенні великої держави із безпечними дорогами. Народам, які були насильно поселені в Месопотамію вавилонськими царями, Кір дозволив повернутися до своїх країн. Повернення до Палестини юдеїв, яких колись відвів у полон вавилонський цар Навуходоносор, було окремим випадком цих загальних заходів Кіра. Книга Езри зберегла нам справжній указ Кіра, даний в Екбатані в перший рік його вавилонського царювання в 538 році до н. е. У цьому указі юдеям дозволяється будувати Єрусалимський Храм за приписаними розмірами і наказується повернути викрадені Навуходоносором храмові посудини. Разом із храмом та посудинами Єрусалим отримав і свого правителя, нащадка Давидової династії Шешбаццара, якому однак не дали повного царського титулу, а тільки княжий, і який підпорядковувався наміснику «Зарічної області».
Ймовірно, Кіром був реабілітований і фінікійський Сидон, зруйнований ще Асархаддоном, який з тих пір втратив своє значення. Принаймні, тепер знову в ньому з'являються царі. Залучаючи на свій бік юдеїв та фінікійців, Кір готував собі віддане населення західних областей, що мали першорядне значення як база для операцій проти єдиної тепер великої держави — Єгипту, а також для створення флоту, який міг стояти лише у Фінікії і поповнюватися фінікійськими моряками.

### «Маніфест Кіра»

Фрагмент тексту «маніфеста Кіра»

В цей час з'явився документ, написаний по-вавилонськи, де описуються «неподобства» Набоніда й образи, які він заподіяв богу Мардуку, храму Есагіле і Вавилону. Коли терпіння бога Мардука вичерпалося, він відшукав Кіра, царя Аншана, вручив йому владу над народами і, нарешті, довірив його турботам Вавилон, народ якого зустрічав його з великою радістю як спасителя від безбожного царя Набоніда. Наприкінці «Маніфесту» вміщена молитва до вавилонських богів про дарування благополуччя Кіру і його синові і спадкоємцю Камбісу II. У цьому обрамленні поміщений власне текст маніфесту, написаний від імені Кіра.
Він відкривається повною титулатурою Кіра, складеною на вавилонський лад:
| «Я — Кір, цар безлічей, великий цар, цар могутній, цар Вавилона, цар Шумера і Аккада, цар чотирьох сторін світу, син Камбіса І, великого царя, царя Аншана, нащадок Теїспа, великого царя, царя Аншана, вічне царське насіння, правління якого люблять боги Бел та Набу, панування якого приємно для їх серцевої радості.» |
Потім у «Маніфесті» від імені Кіра йдеться проте, як його численні війська мирно вступили у Вавилон. Після цього слідує перерахування заходів, здійснених Кіром, які повністю підтверджуються й іншими джерелами. Кір претендував на роль царя-визволителя, і він виконав свої обіцянки, дані скоритися його владі народам. Випадок в історії винятковий, але цілком зрозумілий. Прагнучи до світового панування, Кір добре розумів, що за допомогою одного перського війська тільки насильством йому цієї мети не досягти. Він розумів також, що країни стародавньої цивілізації, що стали об'єктом перських завоювань, вражені смертельною недугою і готові бачити в ньому свого рятівника і зцілителя. Кір вміло використовував цю обставину, чим і пояснюються як його вражаючі військові успіхи, так і репутація «батька» і «визволителя», яка закріпилася за ним в пам'яті не тільки персів, але й підкорених ним народів, у тому числі вавилонян, греків і юдеїв. Кір в «Маніфесті» говорив:
| «Від [... ...] до Ашшура та Суз, Аккада, Ешнунна, Замбана, Метурну, до меж країни гутіїв, міст [по той бік] Тигра, житла яких були засновані у глибоку давнину, богів, що жили в них, я повернув на їх місця і влаштував їхні вічні оселі. Я зібрав усіх їхніх людей і повернув до їх оселі. І богів Шумера і Аккада, яких Набонід у гніві владики богів переніс у Вавилон, за наказом бога Мардука, великого пана, я благополучно помістив в їх палати, житло радості серця.» |
Здійснення цього заходу, що мало першорядне значення для долі створюваної ним Перської імперії, Кір почав одразу після завоювання Вавилону. 25 листопада 539 до н. е. по 23 березня 538 року до н. е.) боги країни Аккад, яких Набонід вивіз до Вавилону, повернулися у свої резиденції — так повідомляє вавилонська хроніка. Цей крок викликав загальне схвалення вавилонян. Він символізував повернення до миру і звичного порядку.

## Похід проти массагетів. Смерть Кіра

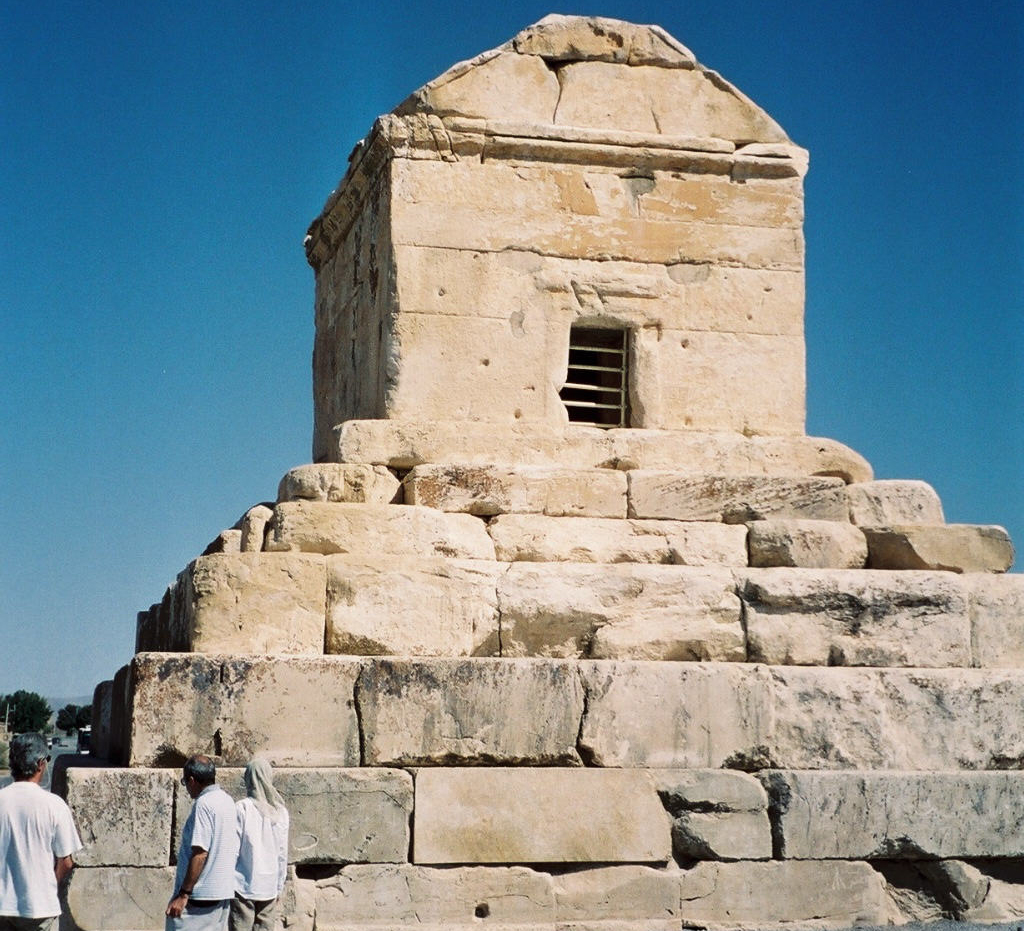
Гробниця Кіра у Пасаргадах

Війну з Єгиптом за енергійного Амасіса Кір, очевидно, вважав передчасною і звернувся проти кочових племен Ірану і Середньої Азії. Невідомо, чи увійшли тоді до складу Перської держави ті області, які перераховуються в списках Дарія (Парфія, Дрангіана, Арія, Хорасмія, Бактрія, Согдіана, Гайдара, Саки, Саттагіда, Арахосія та Маку), або вони були приєднані ще до завоювання Вавилона. З Геродотом випливає, що бактрійці й саки в порядку приєднання слідували за Вавилоном:
| «... перешкодою Кіру були Вавилон, бактрійський народ, саки та єгиптяни.» |
Історики Александра Македонського (Арріан, Страбон) згадують також похід Кіра через Гедросію, в якій він втратив всю армію, за винятком всього семи воїнів, а також заснування на берегах Яксарта (давня назва Сирдар'ї) міста Кирополіса.

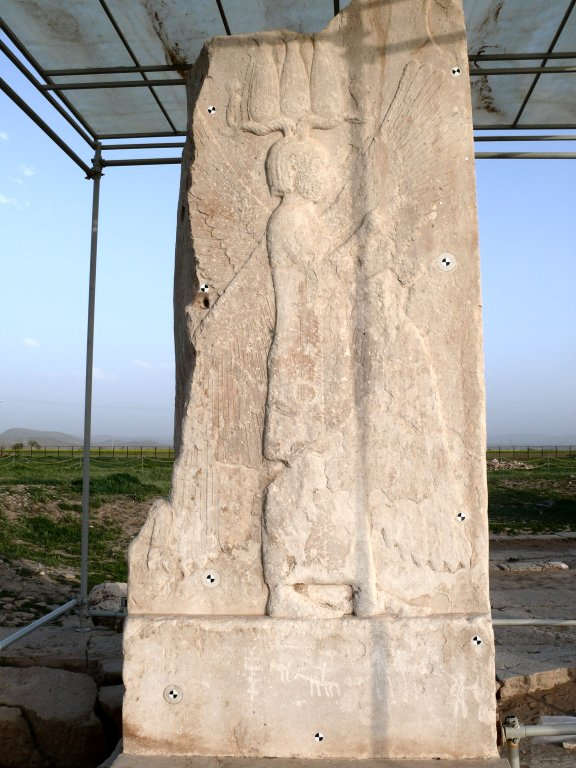
Рельєф в Пасаргадах. Можливо, носить портретні риси Кіра Великого

Один з походів Кіра в Середню Азію став для нього фатальним. У липні 530 року до н. е., згідно з Геродотом, в битві проти масагетів на східній стороні річки Яксарт Кір зазнав нищівної поразки і загинув. За твердженням Геродота, «цариця» (тобто жінка-вождь) массагетів Томіріс, помстившись Кіру за смерть сина, наказала знайти тіло Кіра і занурила його голову в бурдюк, наповнений кров'ю, пропонуючи йому таким чином вгамувати ненажерливу спрагу крові. Однак, оскільки достеменно відомо, що Кір був похований в Пасаргадах (де його останки бачив ще Александр Македонський), цей епізод вважають недостовірним. Берос говорить, що Кір поліг у битві з дахами після дев'ятирічного царювання в Вавилоні. Тобто Ктесій повідомляє про війну з дербіками (імовірно, на кордонах Індії) і знову-таки не обходиться без легенд, зовсім відмінних від наведених Геродотом. У всякому разі, місце смерті Кіра скрізь вказується на крайніх межах держави, ймовірно вимагали особливого спостереження і поставили старезного царя перед необхідністю особисто вести війну.
Царював Кір 29 років і був похований в Пасаргадах, де досі зберігся пам'ятник, який вважається його гробницею і нагадує за стилем малоазійські мавзолеї. Поблизу цієї гробниці висічений стислий і скромний клинописний персидсько-елам-вавилонський текст:
| «Я - Куруш, цар, Ахеменідів» |
Але цей припис був зроблений Дарієм І Великим. У генеалогії Дарія І Великого можна зустріти ім'я Теісп, якого Кір ІІ Великий у іншому контексті називає засновником своєї династії. Це змушує дослідників вважати, що одна з основних цілей генеалогії Дарія полягала в тому, щоб приписати своєму роду предків Кіра по батьківській лінії. Цей акт привласнення пізніше був підтверджений у Пасаргади, незавершеній столиці Кіра, де Дарій вирішив встановити ряд фальшивих написів від першої особи з текстом «Я, Кір, цар, Ахеменід».
Одна з причин, чому Дарій міг спокуситися внести ці конкретні доповнення в Пасаргади, полягає в тому, що це пам'ятне місце все ще не мало жодних видимих написів чи навіть візуального зображення його засновника на момент передчасної смерті Кіра в 530 р. до н.е. Єдиний відомий запис про розширений царський рід Кіра міститься, власне, в «Циліндрі Кіра», документі про заснування, який був складений у Вавилоні невдовзі після того, як місто потрапило до рук Кіра в 539 р. до н.е. Серед разючих посилань на справедливий характер свого правління Кір представляє себе як прихильника Мардука, головного бога Вавилона (і таким самим чином він опускає будь-яке визначення своїх особистих релігійних переконань). У тексті Циліндра, написаному аккадською мовою, племена Ірану називаються такими місцевими термінами, як гутії та умман-манда; і, що могло б бути подальшим місцевим пристосуванням, Кір описує кожного зі своїх названих предків – Камбіса I, Кіра I та Теіспа – як «великого царя, царя Аншану». Цим титулом він, здається, натякнув на легендарне, але на цей час занепале місто Аншан на південному заході Ірану, назва якого досі мала б резонанс в історичній пам'яті месопотамських мешканців. Таким чином, хоча Кір та його предки справді могли називати себе «царями Аншану», лише майбутнє відкриття автентичних написів Кіра з південно-західного Ірану може розкрити титулатуру цього правителя і, отже, його бажаний погляд на власну ідентичність.
Також зображено крилату істоту, яка охороняла колишній палац, в еламському царському вбранні і з головним убором єгипетських богів. Приналежність цієї гробниці Кіру навряд чи може піддаватися сумнівам хоча б через повну відповідності споруди з описом, наприклад, у Аристовула, якому Александр Македонський доручив піклуватися про його збереження. За часів анархії, що настала під час походу Александра в Індію, гробниця була розграбована, але македонський завойовник, повернувшись, стратив грабіжників. Втім вони не знайшли в ній майже ніяких цінностей, і Александр дивувався скромності, з якою був похований настільки великий завойовник.